# Avenue du Président Kennedy (stanice RER v Paříži)
Avenue du Président Kennedy – Maison de Radio France je nádraží příměstské železnice RER v Paříži, které se nachází v 16. obvodu. Slouží pro linku RER C. V roce 2005 činil počet denních pasažérů 2500-7500 a vlaků 150-250.

## Poloha
Nádraží leží v těsné blízkosti Maison de Radio France, po kterém nese svůj druhý název. Trať směrem na jih pokračuje po viaduktu a přes most Rouelle přes Seinu na levý břeh, zatímco severním směrem od nádraží se zahlubuje do podzemního tunelu.

## Historie
Nádraží bylo otevřeno pod názvem Quai de Passy na trati z nádraží Saint-Lazare do Auteuil. Trať se později stala součástí železnice Petite Ceinture. 1. června 1924 byla kvůli ztrátovosti trať uzavřena pro osobní dopravu. V roce 1985 byla trať kvůli rekonstrukci uzavřena a od 25. září 1988 nádraží slouží pro linku RER C.